# Lega Pro Prima Divisione
La Lega Pro Prima Divisione (denominada así desde verano de 2008) fue la tercera división del fútbol italiano. Nació en 1978 bajo el nombre de Serie C1, como consecuencia de la división de la antigua Serie C en dos ligas: Serie C1 y Serie C2 (cuarta división, luego Lega Pro Seconda Divisione). Era organizada por la Lega Italiana Calcio Professionistico.
Estaba dividida en dos zonas: A y B, con 18 equipos cada una. El campeón de cada zona ascendía directamente a la Serie B, mientras que el segundo, tercero, cuarto, y quinto de cada zona jugaban un torneo Play Off en el que el ganador también conseguía el ascenso. El peor posicionado de cada zona descendía a la Lega Pro Seconda Divisione; además, el 17, 16, 15 y 14 de cada tabla juegan el Play Out, donde los peores descendían.
A partir de la temporada 2014/15, la Lega Pro Prima Divisione y la Lega Pro Seconda Divisione se unieron en una única liga: la Lega Pro, refundación de la antigua Serie C.

## Equipos 2013/14
| Grupo A - AlbinoLeffe - Carrarese - Como - Cremonese - FeralpiSalò - Lumezzane - AC Pavia - Pro Patria - Pro Vercelli - Reggiana - San Marino - Savona - Südtirol-Alto Adige - Venezia - Vicenza Calcio - Virtus Entella | Grupo B - Ascoli - Barletta - Benevento - Catanzaro - Frosinone - Grosseto - Gubbio - L'Aquila - Lecce - Nocerina - Paganese - Perugia - Pisa - Pontedera - Prato - Salernitana - Viareggio |

## Campeones
| \| Temporada \| Campeón \| Playoff \| \| --------- \| --------------- \| ----------------- \| \| 1978-79 \| Como \| Parma \| \| 1979-80 \| Varese \| Rimini \| \| 1980-81 \| Reggiana \| Cremonese \| \| 1981-82 \| Atalanta \| Monza \| \| 1982-83 \| Triestina \| Padova \| \| 1983-84 \| Parma \| Bologna \| \| 1984-85 \| Brescia \| Lanerossi Vicenza \| \| 1985-86 \| Parma \| Modena \| \| 1986-87 \| Piacenza \| Padova \| \| 1987-88 \| Ancona \| Monza \| \| 1988-89 \| Reggiana \| Triestina \| \| 1989-90 \| Modena \| Lucchese \| \| 1990-91 \| Piacenza \| Venezia \| \| 1991-92 \| Spal \| Monza \| \| 1992-93 \| Ravenna \| Vicenza \| \| 1993-94 \| Chievo \| Como \| \| 1994-95 \| Bologna \| Pistoiese \| \| 1995-96 \| Ravenna \| Empoli \| \| 1996-97 \| Treviso \| Monza \| \| 1997-98 \| Cesena \| Cremonese \| \| 1998-99 \| Alzano Virescit \| Pistoiese \| \| 1999-00 \| Siena \| Cittadella \| \| 2000-01 \| Modena \| Como \| \| 2001-02 \| Livorno \| Triestina \| \| 2002-03 \| Treviso \| AlbinoLeffe \| \| 2003-04 \| Arezzo \| Cesena \| \| 2004-05 \| Cremonese \| Mantova \| \| 2005-06 \| Spezia \| Genoa \| \| 2006-07 \| Grosseto \| Pisa \| \| 2007-08 \| Sassuolo \| Cittadella \| |                 |                   |
| Temporada | Campeón         | Playoff           |
| 1978-79 | Como            | Parma             |
| 1979-80 | Varese          | Rimini            |
| 1980-81 | Reggiana        | Cremonese         |
| 1981-82 | Atalanta        | Monza             |
| 1982-83 | Triestina       | Padova            |
| 1983-84 | Parma           | Bologna           |
| 1984-85 | Brescia         | Lanerossi Vicenza |
| 1985-86 | Parma           | Modena            |
| 1986-87 | Piacenza        | Padova            |
| 1987-88 | Ancona          | Monza             |
| 1988-89 | Reggiana        | Triestina         |
| 1989-90 | Modena          | Lucchese          |
| 1990-91 | Piacenza        | Venezia           |
| 1991-92 | Spal            | Monza             |
| 1992-93 | Ravenna         | Vicenza           |
| 1993-94 | Chievo          | Como              |
| 1994-95 | Bologna         | Pistoiese         |
| 1995-96 | Ravenna         | Empoli            |
| 1996-97 | Treviso         | Monza             |
| 1997-98 | Cesena          | Cremonese         |
| 1998-99 | Alzano Virescit | Pistoiese         |
| 1999-00 | Siena           | Cittadella        |
| 2000-01 | Modena          | Como              |
| 2001-02 | Livorno         | Triestina         |
| 2002-03 | Treviso         | AlbinoLeffe       |
| 2003-04 | Arezzo          | Cesena            |
| 2004-05 | Cremonese       | Mantova           |
| 2005-06 | Spezia          | Genoa             |
| 2006-07 | Grosseto        | Pisa              |
| 2007-08 | Sassuolo        | Cittadella        |

| Temporada | Campeón         | Playoff           |
| --------- | --------------- | ----------------- |
| 1978-79   | Como            | Parma             |
| 1979-80   | Varese          | Rimini            |
| 1980-81   | Reggiana        | Cremonese         |
| 1981-82   | Atalanta        | Monza             |
| 1982-83   | Triestina       | Padova            |
| 1983-84   | Parma           | Bologna           |
| 1984-85   | Brescia         | Lanerossi Vicenza |
| 1985-86   | Parma           | Modena            |
| 1986-87   | Piacenza        | Padova            |
| 1987-88   | Ancona          | Monza             |
| 1988-89   | Reggiana        | Triestina         |
| 1989-90   | Modena          | Lucchese          |
| 1990-91   | Piacenza        | Venezia           |
| 1991-92   | Spal            | Monza             |
| 1992-93   | Ravenna         | Vicenza           |
| 1993-94   | Chievo          | Como              |
| 1994-95   | Bologna         | Pistoiese         |
| 1995-96   | Ravenna         | Empoli            |
| 1996-97   | Treviso         | Monza             |
| 1997-98   | Cesena          | Cremonese         |
| 1998-99   | Alzano Virescit | Pistoiese         |
| 1999-00   | Siena           | Cittadella        |
| 2000-01   | Modena          | Como              |
| 2001-02   | Livorno         | Triestina         |
| 2002-03   | Treviso         | AlbinoLeffe       |
| 2003-04   | Arezzo          | Cesena            |
| 2004-05   | Cremonese       | Mantova           |
| 2005-06   | Spezia          | Genoa             |
| 2006-07   | Grosseto        | Pisa              |
| 2007-08   | Sassuolo        | Cittadella        |

| \| Temporada \| Campeón \| Playoff \| \| --------- \| -------------- \| ---------------- \| \| 1978-79 \| Matera \| Pisa \| \| 1979-80 \| Catania \| Foggia \| \| 1980-81 \| Cavese \| Sambenedettese \| \| 1981-82 \| Arezzo \| Campobasso \| \| 1982-83 \| Empoli \| Pescara \| \| 1983-84 \| Bari \| Taranto \| \| 1984-85 \| Catanzaro \| Palermo \| \| 1985-86 \| Messina \| Taranto \| \| 1986-87 \| Catanzaro \| Barletta \| \| 1987-88 \| Licata \| Cosenza \| \| 1988-89 \| Cagliari \| Foggia \| \| 1989-90 \| Taranto \| Salernitana \| \| 1990-91 \| Casertana \| Palermo \| \| 1991-92 \| Ternana \| Fidelis Andria \| \| 1992-93 \| Palermo \| Acireale \| \| 1993-94 \| Perugia \| Salernitana \| \| 1994-95 \| Reggina \| Avellino \| \| 1995-96 \| Lecce \| Castel di Sangro \| \| 1996-97 \| Fidelis Andria \| Ancona \| \| 1997-98 \| Cosenza \| Ternana \| \| 1998-99 \| Fermana \| Savoia \| \| 1999-00 \| Crotone \| Ancona \| \| 2000-01 \| Palermo \| Messina \| \| 2001-02 \| Ascoli \| Catania \| \| 2002-03 \| Avellino \| Pescara \| \| 2003-04 \| Catanzaro \| Crotone \| \| 2004-05 \| Rimini \| Avellino \| \| 2005-06 \| Napoli \| Frosinone \| \| 2006-07 \| Ravenna \| Avellino \| \| 2007-08 \| Salernitana \| Ancona \| |                |                  |
| Temporada | Campeón        | Playoff          |
| 1978-79 | Matera         | Pisa             |
| 1979-80 | Catania        | Foggia           |
| 1980-81 | Cavese         | Sambenedettese   |
| 1981-82 | Arezzo         | Campobasso       |
| 1982-83 | Empoli         | Pescara          |
| 1983-84 | Bari           | Taranto          |
| 1984-85 | Catanzaro      | Palermo          |
| 1985-86 | Messina        | Taranto          |
| 1986-87 | Catanzaro      | Barletta         |
| 1987-88 | Licata         | Cosenza          |
| 1988-89 | Cagliari       | Foggia           |
| 1989-90 | Taranto        | Salernitana      |
| 1990-91 | Casertana      | Palermo          |
| 1991-92 | Ternana        | Fidelis Andria   |
| 1992-93 | Palermo        | Acireale         |
| 1993-94 | Perugia        | Salernitana      |
| 1994-95 | Reggina        | Avellino         |
| 1995-96 | Lecce          | Castel di Sangro |
| 1996-97 | Fidelis Andria | Ancona           |
| 1997-98 | Cosenza        | Ternana          |
| 1998-99 | Fermana        | Savoia           |
| 1999-00 | Crotone        | Ancona           |
| 2000-01 | Palermo        | Messina          |
| 2001-02 | Ascoli         | Catania          |
| 2002-03 | Avellino       | Pescara          |
| 2003-04 | Catanzaro      | Crotone          |
| 2004-05 | Rimini         | Avellino         |
| 2005-06 | Napoli         | Frosinone        |
| 2006-07 | Ravenna        | Avellino         |
| 2007-08 | Salernitana    | Ancona           |

| Temporada | Campeón        | Playoff          |
| --------- | -------------- | ---------------- |
| 1978-79   | Matera         | Pisa             |
| 1979-80   | Catania        | Foggia           |
| 1980-81   | Cavese         | Sambenedettese   |
| 1981-82   | Arezzo         | Campobasso       |
| 1982-83   | Empoli         | Pescara          |
| 1983-84   | Bari           | Taranto          |
| 1984-85   | Catanzaro      | Palermo          |
| 1985-86   | Messina        | Taranto          |
| 1986-87   | Catanzaro      | Barletta         |
| 1987-88   | Licata         | Cosenza          |
| 1988-89   | Cagliari       | Foggia           |
| 1989-90   | Taranto        | Salernitana      |
| 1990-91   | Casertana      | Palermo          |
| 1991-92   | Ternana        | Fidelis Andria   |
| 1992-93   | Palermo        | Acireale         |
| 1993-94   | Perugia        | Salernitana      |
| 1994-95   | Reggina        | Avellino         |
| 1995-96   | Lecce          | Castel di Sangro |
| 1996-97   | Fidelis Andria | Ancona           |
| 1997-98   | Cosenza        | Ternana          |
| 1998-99   | Fermana        | Savoia           |
| 1999-00   | Crotone        | Ancona           |
| 2000-01   | Palermo        | Messina          |
| 2001-02   | Ascoli         | Catania          |
| 2002-03   | Avellino       | Pescara          |
| 2003-04   | Catanzaro      | Crotone          |
| 2004-05   | Rimini         | Avellino         |
| 2005-06   | Napoli         | Frosinone        |
| 2006-07   | Ravenna        | Avellino         |
| 2007-08   | Salernitana    | Ancona           |

| \| Temporada \| Campeón \| Playoff \| \| --------- \| -------------- \| ------------ \| \| 2008-09 \| Cesena \| Padova \| \| 2009-10 \| Novara \| Varese \| \| 2010-11 \| Gubbio \| Verona \| \| 2011-12 \| Ternana \| Pro Vercelli \| \| 2012-13 \| Trapani \| Carpi \| \| 2013-14 \| Virtus Entella \| Pro Vercelli \| |                |              |
| Temporada | Campeón        | Playoff      |
| 2008-09 | Cesena         | Padova       |
| 2009-10 | Novara         | Varese       |
| 2010-11 | Gubbio         | Verona       |
| 2011-12 | Ternana        | Pro Vercelli |
| 2012-13 | Trapani        | Carpi        |
| 2013-14 | Virtus Entella | Pro Vercelli |

| Temporada | Campeón        | Playoff      |
| --------- | -------------- | ------------ |
| 2008-09   | Cesena         | Padova       |
| 2009-10   | Novara         | Varese       |
| 2010-11   | Gubbio         | Verona       |
| 2011-12   | Ternana        | Pro Vercelli |
| 2012-13   | Trapani        | Carpi        |
| 2013-14   | Virtus Entella | Pro Vercelli |

| \| Temporada \| Campeón \| Playoff \| \| --------- \| ----------- \| --------------- \| \| 2008-09 \| Gallipoli \| Crotone \| \| 2009-10 \| Portogruaro \| Pescara \| \| 2010-11 \| Nocerina \| Juve Stabia \| \| 2011-12 \| Spezia \| Virtus Lanciano \| \| 2012-13 \| Avellino \| Latina \| \| 2013-14 \| Perugia \| Frosinone \| |             |                 |
| Temporada | Campeón     | Playoff         |
| 2008-09 | Gallipoli   | Crotone         |
| 2009-10 | Portogruaro | Pescara         |
| 2010-11 | Nocerina    | Juve Stabia     |
| 2011-12 | Spezia      | Virtus Lanciano |
| 2012-13 | Avellino    | Latina          |
| 2013-14 | Perugia     | Frosinone       |

| Temporada | Campeón     | Playoff         |
| --------- | ----------- | --------------- |
| 2008-09   | Gallipoli   | Crotone         |
| 2009-10   | Portogruaro | Pescara         |
| 2010-11   | Nocerina    | Juve Stabia     |
| 2011-12   | Spezia      | Virtus Lanciano |
| 2012-13   | Avellino    | Latina          |
| 2013-14   | Perugia     | Frosinone       |

- Fuente:[2]

## Participaciones
Son 166 los clubes que han participado en las 33 ediciones de la Serie C1/Prima Divisione, desde la temporada 1978-79 hasta la 2013-14. A continuación se muestra una lista de los equipos que más temporadas han jugado en la categoría.
- 23 temporadas: SPAL
- 22 temporadas: Carrarese
- 21 temporadas: Benevento, Reggiana, Spezia
- 19 temporadas: Salernitana
- 18 temporadas: Prato
- 17 temporadas: Arezzo, Como, Foggia
- 16 temporadas: Avellino, Modena, Monza, Nocerina, Ternana
- 15 temporadas: Casarano, Livorno, Lucchese, Lumezzane
- 14 temporadas: Alessandria, Barletta, Cremonese, Giulianova, Padova, Siena, Taranto
- 13 temporadas: Pavia, Perugia, Pisa, Pistoiese
- 12 temporadas: Ancona, Carpi, Chieti, Empoli, Juve Stabia, Reggina, Sambenedettese, Vicenza
- 11 temporadas: Andria BAT, Casertana, Catania, Cavese, Lanciano, Novara, Piacenza, Pro Patria, Rimini, Trento, Treviso, Triestina
- 10 temporadas: Cosenza, Fano, Ischia Isolaverde, Lecco, Lodigiani, Mantova, Paganese, Pro Sesto, Sassari Torres, Siracusa, Varese, Viareggio